# At-Tamimi
At-Tamimi (arab. التميمي) – miasto w północno-wschodniej Libii, w gminie Darna, u wybrzeży Morza Śródziemnego, zlokalizowane w odległości 75 km na wschód od Darny i 100 km na zachód od Tobruku.
Ze względu na słone wody podziemne miasto nigdy nie miało wielkiego znaczenia gospodarczego. Sytuacja poprawiła się nieznacznie po wybudowaniu drogi do Al-Charruba. Miejscowość znalazła się wówczas na skrzyżowaniu tejże drogi z drogą Darna–Tobruk.